# Sarobides cinnaberrina
Sarobides cinnaberrina là một loài bướm đêm trong họ Noctuidae.